# Eemil Nestor Setälä
Eemil Nestor Setälä (27 februari 1864, Kokemäki – 8 februari 1935, Helsinki) was een Fins politicus en finoegrist.

## Biografie
Setälä werd in 1864 geboren in Kokemäki, Finland. In het hongerjaar 1867 stierf zijn vader aan buiktyfus. Setälä werd daarna opgevoed door zijn oom en tante. Hij was een erg intelligente jongen, dus hij mocht naar het lyceum in Hämeenlinna. 
Setälä is in 1891 getrouwd met vertaalster, schrijfster en journaliste Helmi Krohn. Ze kregen vier kinderen, drie meisjes en een jongen. Het huwelijk hield geen stand en Setälä hertrouwde met Kristiane Thomsen, dochter van de Deense professor Vilhelm Thomsen. Samen kregen ze nog een zoon en een dochter.
Setälä overleed in 1935 in de trein van Helsinki naar Järvenpää. Hij is begraven op de begraafplaats van Hietaniemi in Helsinki. Op zijn grafsteen zijn vliegende zwanen afgebeeld.

## Academische carrière
Setälä schreef reeds op 16-jarige leeftijd zijn eerste werk, een Fins grammaticaboek. Dit boek, samen met het vervolg hierop dat hij later schreef, werd tot aan het eind van de 20e eeuw gebruikt als lesboek op Finse scholen. Hij studeerde taalkunde en in 1886 voltooide hij zijn proefschrift over de ontwikkeling van werkwoordstijden en modi van de Finse taal. 
Setälä was van 1893 tot 1929 professor Finse taal en literatuur aan de universiteit van Helsinki. Hij is de oprichter van het onderzoeksinstituur Suomen suku (De familie van de Finse taal). Samen met Kaarle Krohn, zijn zwager, heeft Setälä het periodiek Finnisch-ugrische Forschungen opgericht, dat sinds 1901 wordt uitgegeven.

## Onderzoek
In de jaren van 1888 tot 1890 deed Setälä onderzoek naar het Lijfs, Wepsisch en Ingrisch. Setälä schreef twee delen van een uitgebreid onderzoek naar de Finse fonologie (Yhteissuomalainen äänehistoria I-II. Konsonantit, Algemene geschiedenis van de Finse fonologie I-II. Medeklinkers) Het tweede deel over klinkers heeft hij nooit uitgebracht. Desondanks werd dit werk, in combinatie met zijn proefschrift, gezien als zijn belangrijkste wetenschappelijke publicatie. Het werk is lang de basis geweest van onderzoek en onderwijs op het gebied van Finse taal. Ook op het gebied van Finse literatuur heeft hij belangrijk onderzoek verricht. Zijn bekendste werk op dat gebied is Sammon arvoitus (Het raadsel van de Sampo)

## Politieke carrière
Setälä is ook actief geweest in de Finse politiek. Hij heeft meerdere malen in het parlement gezeten voor Finse Partij. Van 27 november 1917 tot 27 mei 1918 was hij minister van onderwijs in Finlands eerste kabinet, onder leiding van Pehr Evind Svinhufvud. Van 27 mei tot 27 november 1918 vervulde Setälä dezelfde rol in het kabinet van Juho Kusti Paasikivi. In 1925 werd Setälä opnieuw minister van onderwijs, dit keer in het kabinet van Antti Tulenheimo. Een jaar later werd Setälä minister van buitenlandse zaken in het tweede kabinet van Kyösti Kallio.
Setälä is ook ambassadeur geweest in Denemarken en Hongarije.